# Labramia costata
Labramia costata är en tvåhjärtbladig växtart som först beskrevs av Cornelis den Hartog och Henri Ernest Baillon, och fick sitt nu gällande namn av André Aubréville. Labramia costata ingår i släktet Labramia och familjen Sapotaceae. Inga underarter finns listade i Catalogue of Life.